# Bonawentura Czerniawski
Bonawentura Czerniawski (powieszony 12 grudnia 1863 roku) – gwardian klasztoru reformatów w Solcu, zakonnik zgromadzenia Reformatów w Kazimierzu Dolnym, powstaniec styczniowy.
Stracony przez Rosjan za sprzyjanie powstańcom.